# Anisochoria
Anisochoria là một chi bướm ngày thuộc họ Bướm nâu.